# Protokol III

Červený krystal

Protokol III je dodatečný protokol z roku 2005 k Ženevským úmluvám, který se týká přijetí dodatečného rozlišovacího znaku. Podle protokolu může být lékařským a náboženským personálem v době války namísto tradičních symbolů Červeného kříže nebo Červeného půlměsíce zobrazen ochranný znak Červeného krystalu. Lidé s některým z těchto ochranných emblémů vykonávají humanitární službu a musí být chráněni všemi stranami konfliktu.

## Historie

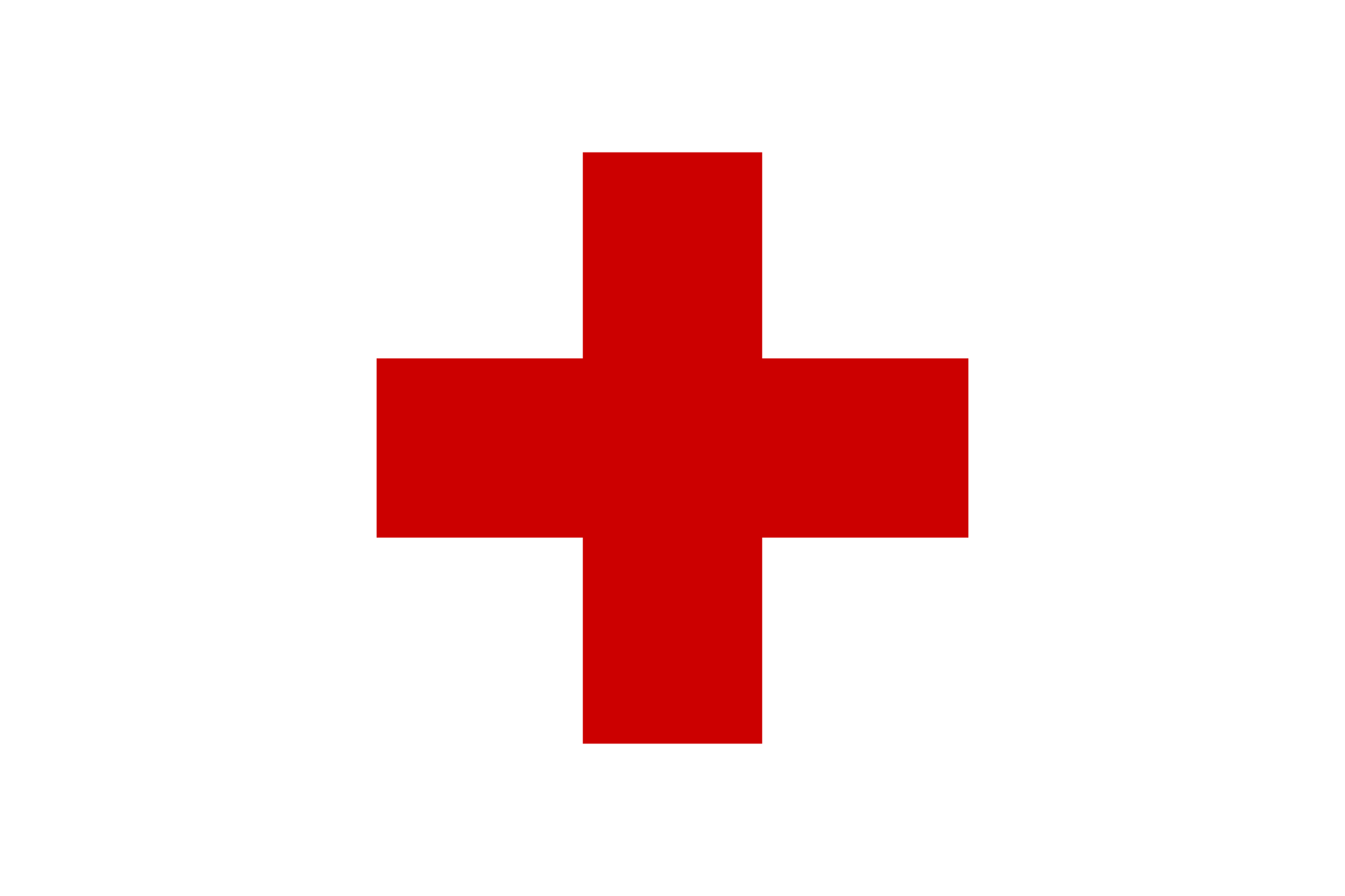
Červený kříž

Členové mezinárodního hnutí Červeného kříže a Červeného půlměsíce nosí červený kříž nebo červený půlměsíc. Členové Izraelské národní zdravotnické záchranné služby Magen David Adom se zdráhali vzdát svého znaku – červené Davidovy hvězdy a nepožívali ochrany stanovené v Ženevských úmluvách. V roce 2005 byl přijat Protokol III k Ženevským úmluvám, který vstoupil v platnost dne 14. ledna 2007. Izraelská národní zdravotnická záchranná služba Magen David Adom od té doby těží z ochrany poskytované v Ženevských konvencích, a to pokud její členové jsou během mezinárodního konfliktu označeni symbolem červeného krystalu.

## Pravidla použití

Červený půlměsíc

Článek 2 tohoto stručného protokolu uznává nový rozlišovací znak, červený krystal, který lze použít ve spojení s červeným křížem nebo červeným půlměsícem a ke stejnému účelu. Všechny tři symboly mají stejný právní status. Tyto tři symboly lze použít ve dvou případech:

### Ochranné použití
Lékařský a náboženský personál může umístit symbol na své osobě, vozidlech, plavidlech a budovách, aby oznámil své humanitární poslání a ochranu svého postavení v souladu s Ženevskými konvencemi. Tyto symboly ukazují chráněný status nositele. Chránění příslušníci ozbrojených sil mohou nosit tyto symboly vždy. Civilní instituce, jako jsou nemocnice, mohou tyto symboly používat dočasně, a to v souvislosti s ozbrojeným konfliktem.

### Použití k označení členství
Členové mezinárodního hnutí Červeného kříže a Červeného půlměsíce mohou nosit tyto emblémy jak v době míru, tak v době války, aby ukázali svou příslušnost k této organizaci.